# Crikvenica

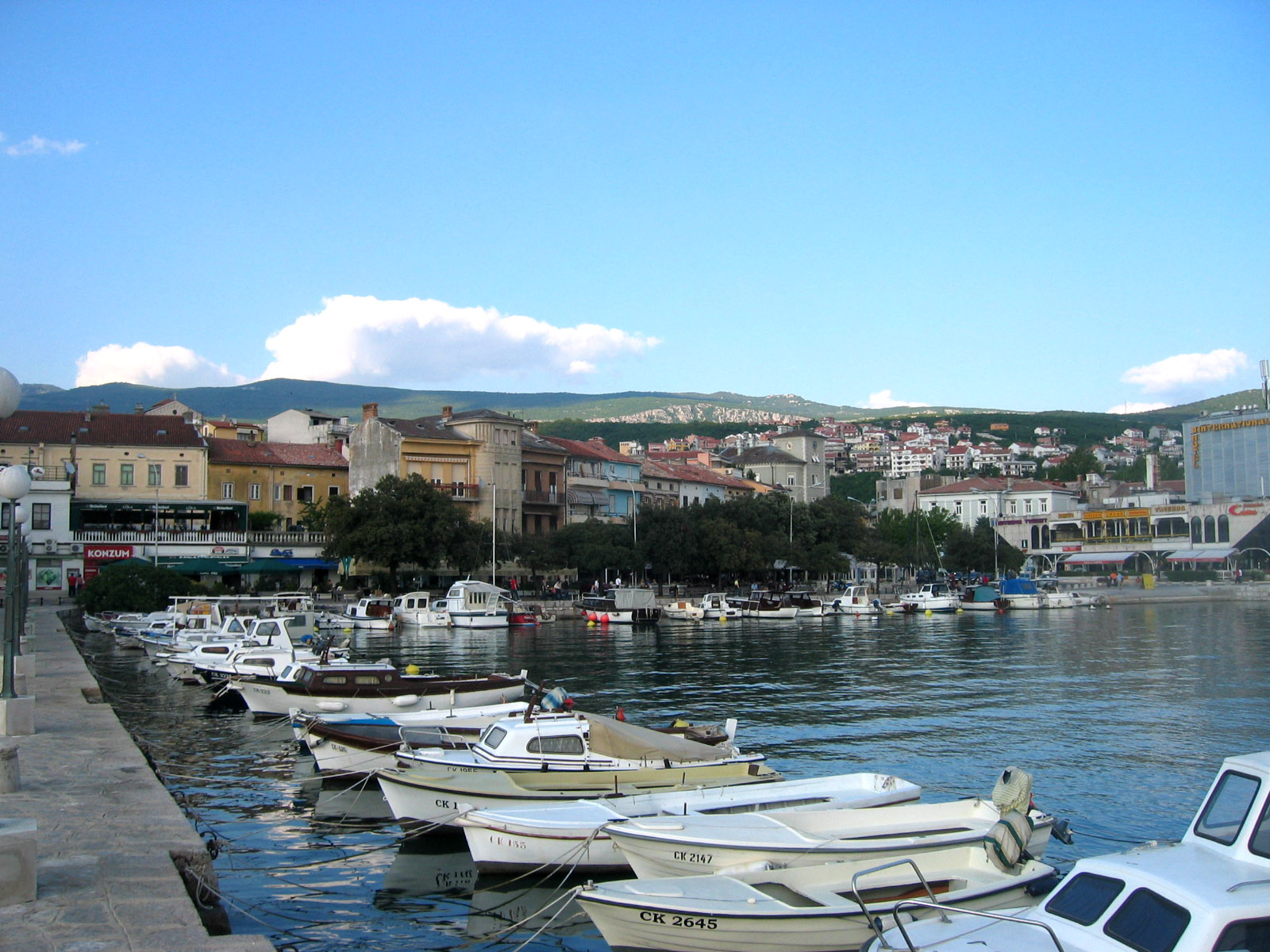

Crikvenica (Italiaans: Cirquenizza, soms Cerquenizza; Hongaars: Cirkvenica; Duits: Cirknenz) is een stad in het westen van Kroatië en is vernoemd naar de kerk die in 1412 door prins Nikola Frankopan IV geschonken is. De naam van de stad zelf betekent letterlijk 'kerkje' (crkva is het Kroatische woord voor kerk). De stad ligt aan de Adriatische Zee, vlak bij de provinciehoofdstad van Primorje-Gorski Kotar: Rijeka (op 33 km afstand). Crikvenica ligt zelf ook in deze provincie.
Crkvenica werd in 1892 officieel tot kuuroord verheven. De stad behoorde zoals de rest van Kroatië tot 1918 tot Oostenrijk-Hongarije. Dit is onder andere terug te vinden in de bouwstijl die aan Wenen doet denken. Na de Eerste Wereldoorlog behoorde de stad tot het koninkrijk van Serven, Kroaten en Slovenen. Na de bezetting door nazi-Duitsland (1941-1945) in de Tweede Wereldoorlog lag het in Joegoslavië. Sinds de Kroatische Onafhankelijkheidsoorlog (1991-1995) ligt de stad in de republiek Kroatië. De stad heeft hier relatief weinig onder te lijden gehad.
In 2001 woonden er in de stad 7121 mensen en in de gemeente 11.348.
Plaatsen vlak bij Crikvenica zijn onder andere Selce, Dramalj en Novi Vinodolski. Tegenover de stad ligt het eiland Krk waar ook een vliegveld aanwezig is.
Steden (gradovi): Rijeka · Bakar · Cres · Crikvenica · Čabar · Delnice · Kastav · Kraljevica · Krk · Mali Lošinj · Novi Vinodolski · Opatija · Rab · Vrbovsko

Gemeenten (općine): Baška · Brod Moravice · Čavle · Dobrinj · Fužine · Jelenje · Klana · Kostrena · Lokve · Lopar · Lovran · Malinska-Dubašnica · Matulji · Mošćenička Draga · Mrkopalj · Omišalj · Punat · Ravna Gora · Skrad · Vinodolska · Viškovo · Vrbnik